# Bitwa pod Köse Dağ
Bitwa pod Köse Dağ – bitwa stoczona 26 czerwca 1243 roku między armią Sułtanatu Rumu i jego sprzymierzeńców a Mongołami, zakończona druzgocącym zwycięstwem tych drugich.
W roku 1241 Mongołowie pod wodzą generała Bajdżu zaatakowali Sułtanat Rumu i przystąpili do oblężenia Erzurum, który zdobyli w następnym roku. Sułtan Kaj Chusrau II w celu przeciwstawienia się najeźdźcom starał się zebraċ jak największą armię. Ściągnął więc kontyngenty od wszystkich swych lenników, w tym władców Trebizondu, przyjął w swe szeregi oddziały gruzińskiej szlachty, która opuściła swój okupowany przez Mongołów kraj, oraz zaciągnął zachodnich najemników. W rezultacie jednak stworzył niezborny, 80-tysięczny konglomerat różnorodnych oddziałów, o niskiej wartości bojowej. 26 czerwca 1243 roku pod Köse Dağ 30-tysięczna armia mongolska pod dowództwem Bajdżu zniosła awangardę armii seldżuckiej, a jej reszta rozpierzchła się w panice. Następnie Mongołowie zdobyli i splądrowali Sivas i Kayseri.
Uciekający Kaj Chusrau zatrzymał się dopiero w Antalyi. W wyniku bitwy spustoszony Sułtanat Rumu stał się lennem Mongołów i zaczął płaciċ im trybut. Był to koniec epoki jego świetności i początek upadku.